# Austral (monnaie)
Pour les articles homonymes, voir Austral.

Symbole de l'austral (Unicode U+20B3)

L'austral est l'ancienne monnaie officielle de la République argentine du 15 juin 1985 au 31 décembre 1991, date à laquelle elle a été remplacée par le peso convertible. Son symbole est ₳ (U+20B3 ₳  ).

## Histoire
Le président de l'époque, Raúl Alfonsín, avait signé le décret 1096, annonçant un nouveau plan économique (appelé Plan Austral) de son ministre de l'économie, Juan Vital Sourrouille (es), pour contenir l'inflation qui augmentait continuellement. Fondamentalement, le plan consistait à contrôler les prix. Ainsi, à la mi-1985, l'Argentine découvrait sa nouvelle monnaie sur une chaîne nationale, commençant par un bref discours du président Alfonsín, qui a ensuite cédé la place au ministre précité.
Le plan prévoyait la création d'une nouvelle monnaie, équivalente à 1 000 pesos argentins et 10 millions de pesos Ley. Au moment du lancement, le dollar américain était coté à 800 pesos, donc, avec la division par mille, il était coté à 80 cents australs. Au début, le système semblait avoir réussi à contenir l'inflation croissante et, en même temps, à ne pas ralentir la croissance économique, mais en 1986, il a commencé à perdre rapidement de sa valeur par rapport au dollar et n'a jamais réussi à se redresser. Le programme a pris fin lorsque, en 1988, une flambée inflationniste a forcé la création d'un nouveau plan économique (appelé Plan Primavera (es)), qui n'a finalement pas réussi à éviter l'explosion hyper-inflationniste qui a eu lieu l'année suivante, et qui s'est terminé par la démission d'Alfonsín et une transition précoce vers le président Carlos Menem.
Cette même année, la monnaie australe s'est dépréciée de 5 000 % par rapport au dollar. Avec l'avènement de la convertibilité, elle a atteint 7 000 unités par dollar. Le nouveau ministre de l'économie, Domingo Cavallo, a ensuite généré une dévaluation qui a porté la cotation à 10 000 ₳ par dollar. C'est à cette valeur qu'en 1991, l'austral a été remplacé par une nouvelle unité monétaire, le peso convertible, supprimant ainsi quatre zéros de la monnaie.
À l'origine, les pièces étaient émises de 1⁄2, 1, 5, 10 et 50 cents et les billets pour 1, 5, 10 et 50 australes. Mais à mesure que l'inflation progressait, des valeurs beaucoup plus importantes ont commencé à être émises ; des pièces de 1 000 australes et des billets de 500 000 australes ont été émis. Une curiosité est qu'en 1989 et 1990, en raison de l'hyperinflation, il a fallu émettre des notes d'urgence provisoires de 10 000, 50 000 et 500 000, qui consistaient à utiliser le dessin des pesos Ley 18 188, rebaptisé « austral ».
Les billets des différentes dénominations d'australes portaient l'image de douze présidents argentins, dans le même ordre que celui dans lequel ils occupaient cette fonction ; de Bernardino Rivadavia à Manuel Quintana. Au verso, on a adopté l'image du Progrès, qui avait été utilisée sur les billets antérieurs.